# Femniterga notacastanea
Femniterga notacastanea är en fjärilsart som beskrevs av Johnson 1988. Femniterga notacastanea ingår i släktet Femniterga och familjen juvelvingar. Inga underarter finns listade i Catalogue of Life.